# Philipp Stix

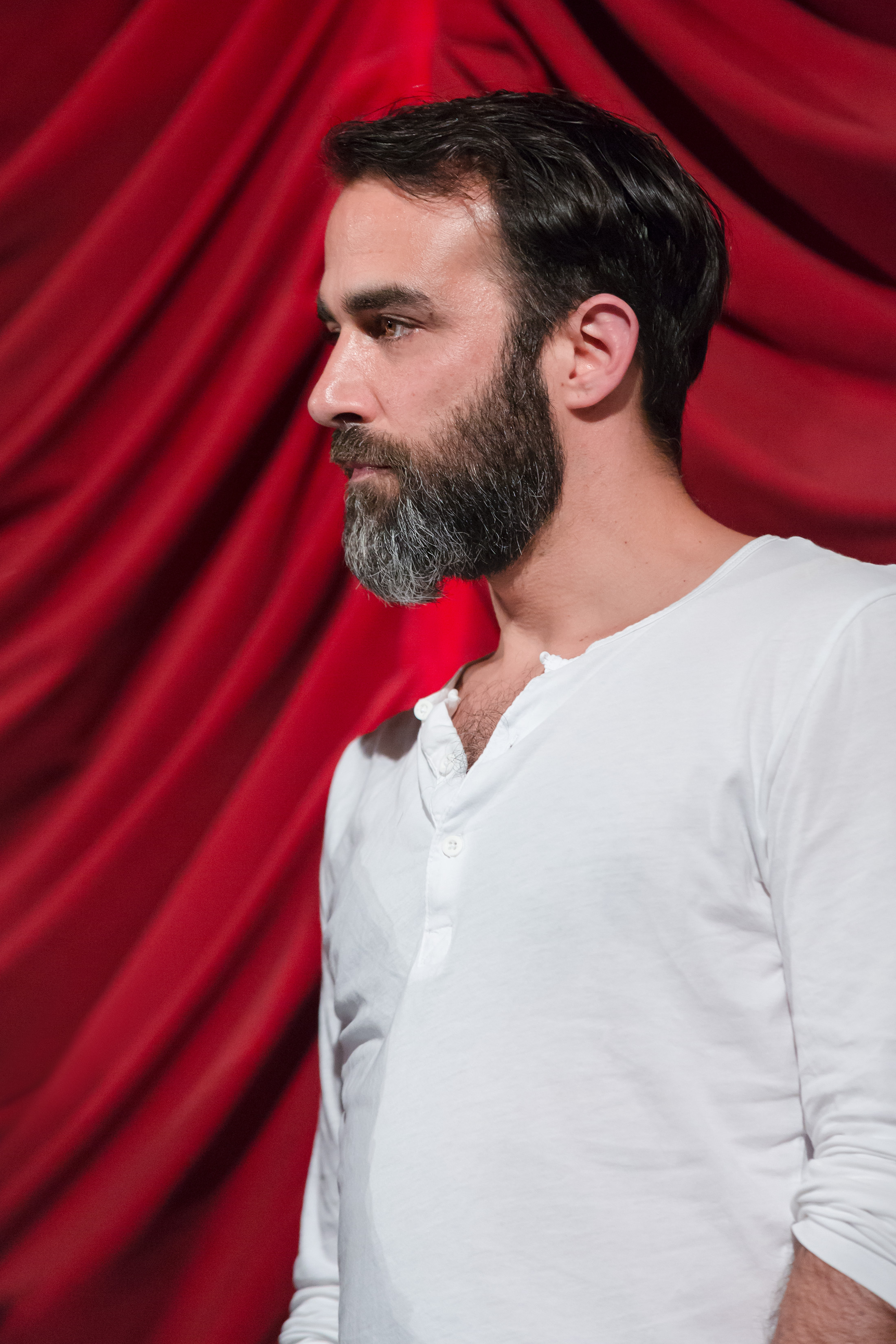
Philipp Stix (2017)

Philipp Stix (* 3. März 1978 in Wien) ist ein österreichischer Schauspieler.

## Leben
Philipp Stix studierte Schauspiel am Konservatorium Wien und an der Filmschule Wien. Außerdem erhielt er Schauspielunterricht am privaten Schauspielstudio von Elfriede Ott im Wiener StadtTheater Walfischgasse. Seither arbeitet er als freier Schauspieler für Theater, Film und Fernsehen.
Als Theaterschauspieler begann Stix ab 2003 bei diversen Wiener Off-Theatern, bei freien Theaterensembles und bei verschiedenen Sommertheater-Festspielen. Er spielte bei der Local-Bühne Freistadt (2003), am Interkulttheater Wien (2004/2005), in der Urania Wien (2004/2005) und beim Jugendtheater DSCHUNGEL WIEN – Theaterhaus für junges Publikum (2005). Im Juli/August 2007 trat er bei den Maria Enzersdorfer Nestroy-Festspielen in der Titelrolle des Lumpacivagabundus auf; Regisseurin und Partnerin (als Darstellerin des Schusters Knieriem) war Stix’ ehemalige Schauspiellehrerin Elfriede Ott. 2008 gastierte er bei den Bad Hersfelder Festspielen, wo er den Diener Abraham in Romeo und Julia und die Rollen Falstolf/Claude Marie/Montgomery in Schillers Schauspiel Die Jungfrau von Orleans übernahm.
Weitere Theaterengagements folgten beim Kultursommer Parndorf (2009, als Oliver in Wie es euch gefällt), am Kleinen Theater Salzburg (2010) und am Theater ecce in Salzburg (2010). Von Oktober 2009 bis 2011 war er außerdem mit der Österreichischen Länderbühne mit einer Bühnenfassung von Ödön von Horváths Roman Jugend ohne Gott auf Österreich-Tournee; im Stück spielte er die Rolle des Lehrers.
2011 gastierte er am Stadttheater Klagenfurt im Rahmen des Klagenfurter Theatersommers als Zahlkellner Leopold in einer Schauspielproduktion nach Motiven der Operette Im weißen Rößl. 2012 trat er am Off-Theater Wien as Horatio in Hamlet auf.
Im April/Mai 2014 spielte er am Stadttheater Mödling die Titelrolle in der Molière-Komödie Don Juan.
Von 2014 bis 2019 trat Stix alljährlich bei den Festspielen Reichenau auf. 2015 war er dort der Journalist Kulka in Professor Bernhardi, im Sommer 2016 spielte er dort in Nicolaus Haggs Bühnenfassung Die Dämonen, nach dem gleichnamigen Roman von Heimito von Doderer.
Im September/Oktober 2014 spielte er beim Jugendtheater DSCHUNGEL WIEN – Theaterhaus für junges Publikum die männliche Hauptrolle Pato in dem Theaterstück Die Beautyqueen von Leenane von Martin McDonagh in einer Produktion des „nicht.THEATER  Ensembles“, eine Gruppe freischaffender Theatermacher aus  Wien. Sein Partner war Eugen Knecht als Ray.
2014–2015 gastierte er mit der Theaterformation „aktionstheater ensemble“ in der Produktion Angry Young Man an verschiedenen Spielstätten in Österreich (Spielboden Dornbirn/Theater Nestroyhof/Theater Hamakom Wien/Werk-X Wien). Im Februar/März 2015 gastierte er am Stadttheater Mödling und an der Scala Wien als albanischer Maler Rodolfo in Das Leben der Bohème, nach dem Film von Aki Kaurismäki. Im April 2015 trat er am Stadttheater Mödling als Kellner Albrecht in Oberst Redl - Ein Patriot (nach John Osbornes Stück A Patriot for me) auf. Im Herbst 2015 gastierte er am Stadttheater Mödling und an der Scala Wien mit der Hauptrolle des George in einer Bühnenfassung des Steinbeck-Romans Von Mäusen und Menschen.
Im März 2016 spielte er beim Jugendtheater Dschungel Wien die männliche Hauptrolle Marco in der Uraufführung des Stücks Dream Spartacus Dream in einer Produktion des Ottakringer Theater& Kunstvereins „werk89“.
2018 gastierte er am Theater Drachengasse. 2019 und in der Spielzeit 2019/20 trat er wieder am Stadttheater Mödling auf. 2020 gastierte er an den „Kammerlichtspielen Klagenfurt“. Im Sommer 2020 war er am Waldviertler Hoftheater als Graf und Ehemann in einer Reigen-Inszenierung für fünf Schauspieler zu sehen. 2021 spielte er an der „Scala Wien“ den älteren Sohn Biff in Tod eines Handlungsreisenden.
Stix wirkte in mehreren Kurzfilmen mit. Kinorollen hatte er in dem Science-Fiction-Film Ainoa (2005, als Soldat) und in der österreichischen Filmkomödie Schlimmer geht’s immer! von Regisseur David Unger (2008, Hauptrolle als zwielichtiger Bar-Besitzer Bobby Lugano). In dem österreichischen Historienfilm 1805 - A Town’s Tale (2012) spielte er eine Nebenrolle; er war der Vater des jungen Philippe.
In der österreichischen Kinderserie Tom Turbo hatte er eine wiederkehrende Serienrolle als Adriano. In der zweiten Staffel der österreichischen Erfolgsserie Vorstadtweiber war Stix im April/Mai 2016 in einer durchgehenden Seriennebenrolle zu sehen; er spielte den „italienischen“, eigentlich Toni Kolaric heißenden, Kellner Antonio. Seine Rolle übernahm er weiterhin auch in der 3. Staffel ab Jänner 2018. In der 16. Staffel der TV-Serie SOKO Donau (2021) übernahm er eine der Episodenhauptrollen als tatverdächtiger Elektrikermeister und Vater eines entführten jungen Mädchens.
Außerdem hatte er Auftritte in der ORF-1-Kindersendung Saugut, in der TV-Show Trickfabrik und in TV-Dokumentationen. Stix ist Mitglied im Verband der Österreichischen FilmschauspielerInnen.
Zwischen 1997 und 2010 spielte Stix als Stürmer Fußball in der Landesliga Niederösterreich und in der Wiener Stadtliga. Er lebt in Wien.

## Filmografie (Auswahl)
- 2005: Ainoa (Kinofilm)
- 2008: Schlimmer geht’s immer! (Kinofilm)
- 2009: Walrus (Kurzfilm)
- 2009: Too Long Fu (Kurzfilm)
- 2012: 1805 - A Town’s Tale (Kinofilm)
- 2012–2013: Tom Turbo (Fernsehserie, Seriennebenrolle; 3 Folgen)
- 2013: Short Shakespeare: Love (Kurzfilm)
- 2016; 2018: Vorstadtweiber (Fernsehserie, durchgehende Seriennebenrolle)
- 2017: Die beste aller Welten (Kinofilm)
- 2019: SOKO Kitzbühel: Durchtauchen (Fernsehserie, eine Folge)
- 2021: SOKO Donau: Spurlos (Fernsehserie, eine Folge)